# Гаетано Д'Агостіно
Гаетано Д'Агостіно (італ. Gaetano D'Agostino, нар. 3 червня 1982, Палермо) — італійський футболіст, що грав на позиції півзахисника. По завершенні ігрової кар'єри — тренер. З 2017 року очолює тренерський штаб команди «Віртус Франкавілла».
Виступав, зокрема, за «Рому» та «Удінезе», а також національну збірну Італії. Чемпіон Італії.

## Клубна кар'єра

### Ранні роки
Народився 3 червня 1982 року в місті Палермо. Д'Агостіно почав займатися футболом у школі «Палермо» з його рідного міста. Після того, як в одному з сезонів Гаетано забив більше 100 м'ячів, на нього звернули увагу скаути столичної «Роми» і в 16 років він опинився в її школі. І при Зденеку Земані, і при Фабіо Капелло він нерідко притягувався до тренувань з основним складом. Дебютував у Серії А Гаетано в 2000 році в матчі з «Брешіэю». У тому сезоні «Рома» стала чемпіоном Італії і Д'Агостіно, крім того матчу Гаетано більше не грав, але також став частиною чемпіонського складу. Однак закріпитися в клубі він все ж не зміг і 50 % прав на гравця були передані клубу «Барі», ставши частиною операції з Антоніо Кассано.
В «Барі» Д'Агостіно провів 70 матчів за 2 сезони. Клуб в цей час був середняком Серії B. Гаетано регулярно викликався в збірні Італії різного віку. У складі італійської молодіжної збірної виграв чемпіонат Європи 2004 року.
2003 року повернувся в «Рому», нерідко з'являвся на полі в кінці сезону 2003/04. Однак закріпитися в основі римлян у Гаетано знову не вийшло, і він був проданий в «Мессіну», яка повернулася в Серію А. «Чесно кажучи, думав, що мені вдасться реалізувати себе в „Ромі“, однак щось не склалося», — заявив він після цього переходу. Д'Агостіно добре проявив себе у складі сицилійців, зігравши 42 матчі і забивши 5 голів.

### «Удінезе»

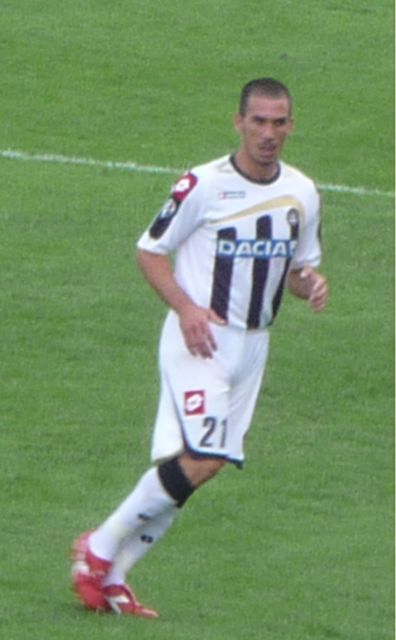
Гаетано Д'Агостіно під час виступів за «Удінезе». 2009 рік.

Влітку 2006 року права на гравця викупив «Удінезе». Гаетано відразу закріпився в основі клубу, а після приходу Гекхана Інлера зумів створити з ним сильну зв'язку в півзахисті. Остаточно талант Д'Агостіно розкрився в сезоні 2008/09, в якому зіграв 36 матчів і показав надзвичайно високу для себе результативність, забивши 11 м'ячів. В «Удінезе» виконував роль плеймейкера і був штатним виконавцем штрафних ударів. У сезоні 2007/08 став лідером Серії А за кількістю результативних передач.
У грудні 2008 року Д'Агостіно міг опинитися в казанському «Рубіні», а влітку 2009 був близький до переходу в «Ювентус» абоРеал", але обидва клуби порахували суму, запитану «Удінезе» за гравця занадто великою і придбали інших футболістів, «Ювентус» підписав бразильця Феліпе Мело, а «Реал» — Хабі Алонсо. Пізніше Д'Агостіно заявив, що не шкодує про несформовані переходи: «Я анітрохи не шкодую, що залишився в „Удінезе“. Тут мій дім, де я відчуваю себе добре, я чистий перед своєю совістю». У своєму останньому сезоні 2009/10 у складі клубу з Удіне він провів 20 матчів і забив один гол.

### «Фіорентина»
7 червня 2010 року Д'Агостіно все ж покинув «Удінезе», перейшовши в «Фіорентину», який викупив половину прав на футболіста. Після травми Ріккардо Монтоліво, Д'Агостіно став партнером Марко Донаделя в центрі півзахисту, виступаючи до кінця сезону.

### Завершення кар'єри
З 2011 року виступав за «Сієну», поки та не збанкрутувала і припинила існування влітку 2014 року. Після цього став грати в клубах нижчих дивізіонів Італії «Андрія», «Беневенто» та «Лупа Рома». У 2016 році завершив кар'єру футболіста і перейшов на тренерську роботу.

## Виступи за збірні
1997 року дебютував у складі юнацької збірної Італії, взяв участь у 32 іграх на юнацькому рівні, відзначившись 9 забитими голами.
Протягом 2002—2004 років залучався до складу молодіжної збірної Італії. На молодіжному рівні зіграв у 15 офіційних матчах, забив 4 голи. У 2004 році Д'Агостіно став чемпіоном Європи у складі молодіжної збірної Італії.
18 листопада 2008 року був Марчелло Ліппі викликав Д'Агостіно в першу збірну на матч проти збірної Греції, однак гравець на полі не з'явився. Дебютував у складі «сквадри адзурри» 6 червня 2009 року у товариському матчі проти збірної Північної Ірландії. Всього протягом кар'єри у національній команді, яка тривала усього один рік, провів у формі головної команди країни 5 матчів.

## Кар'єра тренера
Розпочав тренерську кар'єру відразу ж по завершенні кар'єри гравця, 2016 року, очоливши тренерський штаб клубу «Анцьо» з Серії D, де пропрацював з 2016 по 2017 рік.
9 червня 2017 року очолив тренерський штаб команди «Віртус Франкавілла» з Леги Про, третього дивізіону Італії.

## Статистика виступів

### Статистика клубних виступів
| Сезон               | Команда             | Чемпіонат           | Чемпіонат | Чемпіонат | Національний кубок | Національний кубок | Національний кубок | Єврокубки | Єврокубки | Єврокубки | Інші змагання | Інші змагання | Інші змагання | Усього | Усього |
| Сезон               | Команда             | Ліга                | Ігор      | Голів     | Ліга               | Ігор               | Голів              | Ліга      | Ігор      | Голів     | Ліга          | Ігор          | Голів         | Ігор   | Голів  |
| ------------------- | ------------------- | ------------------- | --------- | --------- | ------------------ | ------------------ | ------------------ | --------- | --------- | --------- | ------------- | ------------- | ------------- | ------ | ------ |
| 1999–00             | «Рома»              | A                   | 0         | 0         | КІ                 | 0                  | 0                  | -         | -         | -         | -             | -             | -             | 0      | 0      |
| 2000–01             | «Рома»              | A                   | 1         | 0         | КІ                 | 1                  | 0                  | КУЄФА     | 2         | 0         | -             | -             | -             | 4      | 0      |
| 2001–02             | «Барі»              | B (ІІ)              | 30        | 1         | КІ                 | 0                  | 0                  | -         | -         | -         | -             | -             | -             | 30     | 1      |
| 2002–03             | «Барі»              | B (ІІ)              | 33        | 1         | КІ                 | 7                  | 3                  | -         | -         | -         | -             | -             | -             | 40     | 4      |
| Усього за «Барі»    | Усього за «Барі»    | Усього за «Барі»    | 63        | 2         |                    | 7                  | 3                  |           |           |           |               |               |               | 70     | 5      |
| 2003–04             | «Рома»              | A                   | 16        | 0         | КІ                 | 4                  | 0                  | КУЄФА     | 6         | 0         | -             | -             | -             | 26     | 0      |
| 2004–05             | «Рома»              | A                   | 6         | 0         | КІ                 | 3                  | 0                  | ЛЧ        | 2         | 0         | -             | -             | -             | 11     | 0      |
| Усього за «Рому»    | Усього за «Рому»    | Усього за «Рому»    | 23        | 0         |                    | 8                  | 0                  |           | 10        | 0         |               |               |               | 41     | 0      |
| 2004–05             | «Мессіна»           | A                   | 15        | 2         | -                  | -                  | -                  | -         | -         | -         | -             | -             | -             | 15     | 2      |
| 2005–06             | «Мессіна»           | A                   | 27        | 3         | КІ                 | 0                  | 0                  | -         | -         | -         | -             | -             | -             | 27     | 3      |
| Усього за «Мессіну» | Усього за «Мессіну» | Усього за «Мессіну» | 42        | 5         |                    |                    |                    |           |           |           |               |               |               | 42     | 5      |
| 2006–07             | «Удінезе»           | A                   | 23        | 0         | КІ                 | 0                  | 0                  | -         | -         | -         | -             | -             | -             | 23     | 0      |
| 2007–08             | «Удінезе»           | A                   | 35        | 0         | КІ                 | 1                  | 0                  | -         | -         | -         | -             | -             | -             | 36     | 0      |
| 2008–09             | «Удінезе»           | A                   | 36        | 11        | КІ                 | 1                  | 0                  | КУЄФА     | 12        | 0         | -             | -             | -             | 49     | 11     |
| 2009–10             | «Удінезе»           | A                   | 20        | 1         | КІ                 | 2                  | 0                  | -         | -         | -         | -             | -             | -             | 22     | 1      |
| Усього за «Удінезе» | Усього за «Удінезе» | Усього за «Удінезе» | 114       | 12        |                    | 4                  | 0                  |           | 12        | 0         |               |               |               | 130    | 12     |
| 2010–11             | «Фіорентина»        | A                   | 20        | 5         | КІ                 | 1                  | 0                  | -         | -         | -         | -             | -             | -             | 21     | 5      |
| 2011–12             | «Сієна»             | A                   | 24        | 3         | КІ                 | 1                  | 0                  | -         | -         | -         | -             | -             | -             | 25     | 3      |
| 2012–13             | «Сієна»             | A                   | 8         | 0         | КІ                 | 3                  | 2                  | -         | -         | -         | -             | -             | -             | 11     | 2      |
| 2012–13             | «Пескара»           | A                   | 7         | 2         | КІ                 | -                  | -                  | -         | -         | -         | -             | -             | -             | 7      | 2      |
| 2013–14             | «Сієна»             | B (ІІ)              | 16        | 4         | КІ                 | 1                  | 1                  | -         | -         | -         | -             | -             | -             | 17     | 5      |
| Усього за «Сієну»   | Усього за «Сієну»   | Усього за «Сієну»   | 48        | 7         |                    | 5                  | 3                  |           | -         | -         |               | -             | -             | 53     | 10     |
| 2014–15             | «Андрія»            | D (ІV)              | 9         | 0         | -                  | -                  | -                  | -         | -         | -         | -             | -             | -             | 9      | 0      |
| 2014–15             | «Беневенто»         | ЛП (ІІІ)            | 17        | 1         | КІ+КІ-ЛП           | 0                  | 0                  | -         | -         | -         | -             | -             | -             | 17     | 1      |
| 2015–16             | «Лупа Рома»         | ЛП (ІІІ)            | 19+1      | 1         | КІ-ЛП              | -                  | -                  | -         | -         | -         | -             | -             | -             | 20     | 1      |
| Усього за кар'єру   | Усього за кар'єру   | Усього за кар'єру   | 362+1     | 34        |                    | 25                 | 6                  |           | 22        | 0         |               | -             | -             | 410    | 40     |

### Статистика виступів за збірну
| Дата       | Місто   | Господарі | Результат | Гості             | Турнір            | Голи | Примітки |
| ---------- | ------- | --------- | --------- | ----------------- | ----------------- | ---- | -------- |
| 6-6-2009   | Піза    | Італія    | 3 – 0     | Північна Ірландія | товариський матч  | -    |          |
| 12-8-2009  | Базель  | Швейцарія | 0 – 0     | Італія            | товариський матч  | -    |          |
| 5-9-2009   | Тбілісі | Грузія    | 0 – 2     | Італія            | Відбір до ЧС 2010 | -    |          |
| 9-9-2009   | Турин   | Італія    | 2 – 0     | Болгарія          | Відбір до ЧС 2010 | -    |          |
| 14-10-2009 | Парма   | Італія    | 3 – 2     | Кіпр              | Відбір до ЧС 2010 | -    |          |
| Усього     |         | Матчів    | 5         |                   | Голів             | 0    |          |

## Титули і досягнення
- Чемпіон Італії (1):

«Рома»: 2000–2001
- Чемпіон Європи (U-21): 2004